# Заселье (Тверская область)
Заселье — деревня в Сорожском сельском поселении Осташковского района Тверской области. Находится на восточном берегу Осташковского плёса озера Селигер в 7 километрах от районного центра города Осташков и в 2 километрах от деревни Сорога. Входит в Засельскую группу поселений (деревни Уницы, Заселье и Погорелое).

## История
В переписных и отказных книгах упоминается как «Назарово» или «Залесье» (не путать с одноимённой деревней Осташковского района).  Кроме того, названием «Заселье» в XVII веке пользовались при обозначении соседней деревни Уницы. Одна из частей деревни в исповедных росписях Троицкого собора города Осташкова до середины XVIII века именовалась Дедовы Горы. Первое упоминание о деревне относится к началу XVII века — 28 апреля 1628 года. Заселье было «отказано» государеву писцу Василию Константиновичу Нестерову и его сыну Фёдору. Сама деревня Заселье была образована крестьянами погоста Назарово, находившегося в районе современной деревни Погорелое.
Землёй и крестьянами в течение XVII—XVIII веков владели несколько дворянских семей одновременно: Нестеровы, Козины (Казины), Шишковы, Пусторослевы, Ржевские. На протяжении XVIII—XIX столетий также хозяевами деревни Заселья были помещики Опочинины, Мышецкие, Понафидины.
Накануне проведения крестьянской реформы в 1860 году деревня Заселье (Назарово) вместе с крестьянами принадлежала Н. И. Головину, В. Д. Игнатьеву, наследникам Дмитрия Николаевича Казина.
После отмены крепостного права община деревни была разделена 3 части. Выкупленные помещечьи земли были разделены методом «чёрного передела». Поля холмистые и подходят к озеру Селигеру. Почвы скудные — суглинок, местами сырые, подпочва — красная глина. В свободное от полевых работ время крестьяне занимались различными промыслами. В Заселье развитым было столярное производство. До 200 мастеров-столяров, производивших мебель, проживало в трёх деревнях Дубковской волости:  Залучье, Заселье и Сорога. Зимой крестьяне занимались производством мебели, игрушек, прочей домашней утвари, а летом уходили в Санкт-Петербург, где, в основном, нанимались рыбаками и рабочими на суда.
В XX в. в период коллективизации крестьяне деревень Заселье, Уницы и Погорелое объединились в колхоз «Искра». В него входило 32 хозяйства и имелось 741 гектар земли. Во время войны (октябрь 1941 г.-январь 1942 г.) деревня оказалась на переднем крае обороны.
После войны в 1950 году колхозники деревень Залучье, Сорога, Уницы, Погорелое, Заселье, Лещины образовали новый колхоз им. Хрущева, который позже вошел в состав совхоза «Покровское» (деревни Покровское, Подложье).

## Население
Согласно «Списку населенных мест» в 1859 г. в деревне Заселье 21 дворе проживало 210 помещичьих крестьян.
После отмены крепостного права к 1889 г. количество жителей выросло до 275 человек, а в 1895 г. их стало несколько меньше — 204 человека в 53 дворах.
В 1901 году в деревне было 43 двора, проживало 102 мужчины и 137 женщин.
В 1915 году количество дворов выросло до 54.
С 1950 г. по 1968 г. в Заселье проживало до 27 человек.
К 1989 г. осталось 12 жителей в 8 хозяйствах.
В 1998 г. в 4 домохозяйствах было прописано 9 человек.
К концу 2002 г. количество жителей выросло до 17 человек.
В 2008 г. проживало 13 жителей.
| 2008 | 2010 |
| ---- | ---- |
| 13   | ↘8   |